# Ray Smedley
Ray Smedley (Reino Unido, 3 de septiembre de 1951) es un atleta británico retirado especializado en la prueba de 3000 m, en la que consiguió ser medallista de bronce europeo en pista cubierta en 1976.

## Carrera deportiva
En el Campeonato Europeo de Atletismo en Pista Cubierta de 1976 ganó la medalla de bronce en los 3000 metros, con un tiempo de 8:02.2 segundos, tras el alemán Ingo Sensburg  y el polaco Józef Ziubrak (plata con 8:02.0 segundos).